# Simona Frapporti
Simona Frapporti (Gavardo, 14 de julio de 1988) es una deportista italiana que compite en ciclismo en las modalidades de pista, especialista en la prueba de persecución por equipos, y ruta. Es hermana de los ciclistas profesionales Marco y Mattia Frapporti.
Ganó una medalla de bronce en el Campeonato Mundial de Ciclismo en Pista de 2018 y dos medallas en el Campeonato Europeo de Ciclismo en Pista, oro en 2016 y bronce en 2014.
En carretera su mayor éxito es la medalla de bronce en la contrarreloj por equipos del Campeonato Mundial de Ciclismo en Ruta de 2014.
Participó en los Juegos Olímpicos de Río de Janeiro 2016, ocupando el sexto lugar en la prueba de persecución por equipos.

## Trayectoria deportiva
Debutó como profesional con un equipo de ciclismo en ruta en 2012. Aunque apenas ha destacado en la carretera, logró una victoria de etapa en La Route de France de 2012. Aunque no haya obtenido resultados destacados a nivel internacional durante su trayectoria, consiguió clasificarse para los Mundiales de Pista y para los Juegos Olímpicos de Río de Janeiro 2016.

## Medallero internacional

### Ciclismo en pista
| Campeonato Mundial | Campeonato Mundial       | Campeonato Mundial | Campeonato Mundial      |
| Año                | Lugar                    | Medalla            | Competición             |
| ------------------ | ------------------------ | ------------------ | ----------------------- |
| 2018               | Apeldoorn (Países Bajos) | Medalla de bronce  | Persecución por equipos |
| Campeonato Europeo |                          |                    |                         |
| Año                | Lugar                    | Medalla            | Competición             |
| 2014               | Baie-Mahault (Francia)   | Medalla de bronce  | Persecución por equipos |
| 2016               | Saint-Quentin (Francia)  | Medalla de oro     | Persecución por equipos |

1. ↑  Compitió en la ronda de clasificación.

### Ciclismo en ruta
| Campeonato Mundial | Campeonato Mundial  | Campeonato Mundial | Campeonato Mundial       |
| Año                | Lugar               | Medalla            | Competición              |
| ------------------ | ------------------- | ------------------ | ------------------------ |
| 2014               | Ponferrada (España) | Medalla de bronce  | Contrarreloj por equipos |

## Palmarés

### Pista
2007 (como amateur)
- 2.ª en el Campeonato de Italia Velocidad por Equipos (haciendo equipo con Laura Doria)
- 2.ª en el Campeonato de Italia Velocidad

2011
- Campeonato de Italia Persecución por Equipos (haciendo equipo con Gloria Presti y Silvia Valsecchi)

2012
- 2.ª en el Campeonato de Italia Omnium

2013
- Campeonato de Italia Velocidad por Equipos (haciendo equipo con Giorgia Bronzini y Silvia Valsecchi)
- 2.ª en el Campeonato de Italia 500 m
- 2.ª en el Campeonato de Italia Keirin

2014
- Fiorenzuola Omnium
- Campeonato de Italia 500 m
- 3.ª en el Campeonato Europeo Persecución por Equipos (haciendo equipo con Beatrica Bartelloni, Tatiana Guderzo y Silvia Valsecchi)

2016
- Campeonato Europeo Persecución por Equipos

### Ruta
2012
- 1 etapa de La Route de France

2020
- 1 etapa del Santos Women's Tour

## Resultados en Grandes Vueltas
Durante su carrera deportiva ha conseguido los siguientes puestos en las Grandes Vueltas femeninas:
| Carrera | Carrera        | 2008 | 2009 | 2010 | 2011 | 2012 | 2013 | 2014  | 2015 | 2016 | 2017 | 2018 | 2019 | 2020 |
| ------- | -------------- | ---- | ---- | ---- | ---- | ---- | ---- | ----- | ---- | ---- | ---- | ---- | ---- | ---- |
|         | Giro de Italia | 95.ª | 84.ª | 59.ª | 87.ª | 67.ª | Ab.  | 102.ª | —    | Ab.  | 74.ª | —    | Ab.  | 80.ª |
|         | Tour de l'Aude | —    | —    | —    | X    | X    | X    | X     | X    | X    | X    | X    | X    | X    |
|         | Grande Boucle  | —    | —    | X    | X    | X    | X    | X     | X    | X    | X    | X    | X    | X    |

—: no participa

Ab.: abandono

X: ediciones no celebradas

## Equipos
- Cycling Team Titanedi-Frezza-Acca Due O (2008)
- USC Chirio Forno d'Asolo (2009)
- Vaiano Solaristech (2010)
- Top Girls Fassa Bortolo (2011)
- BePink (2012-2014)
  - BePink (2012-2013)
  - Astana - BePink Women's Team (2014)
- Alé Cipollini (2015)[5]
- Hitec Products (2016-2018)
- BePink[6] (03.2019-)